# Rutiderma chessi
Rutiderma chessi är en kräftdjursart som beskrevs av Louis S. Kornicker och B. Myers 1981. Rutiderma chessi ingår i släktet Rutiderma och familjen Rutidermatidae. Inga underarter finns listade i Catalogue of Life.